# Mali Obomsawin

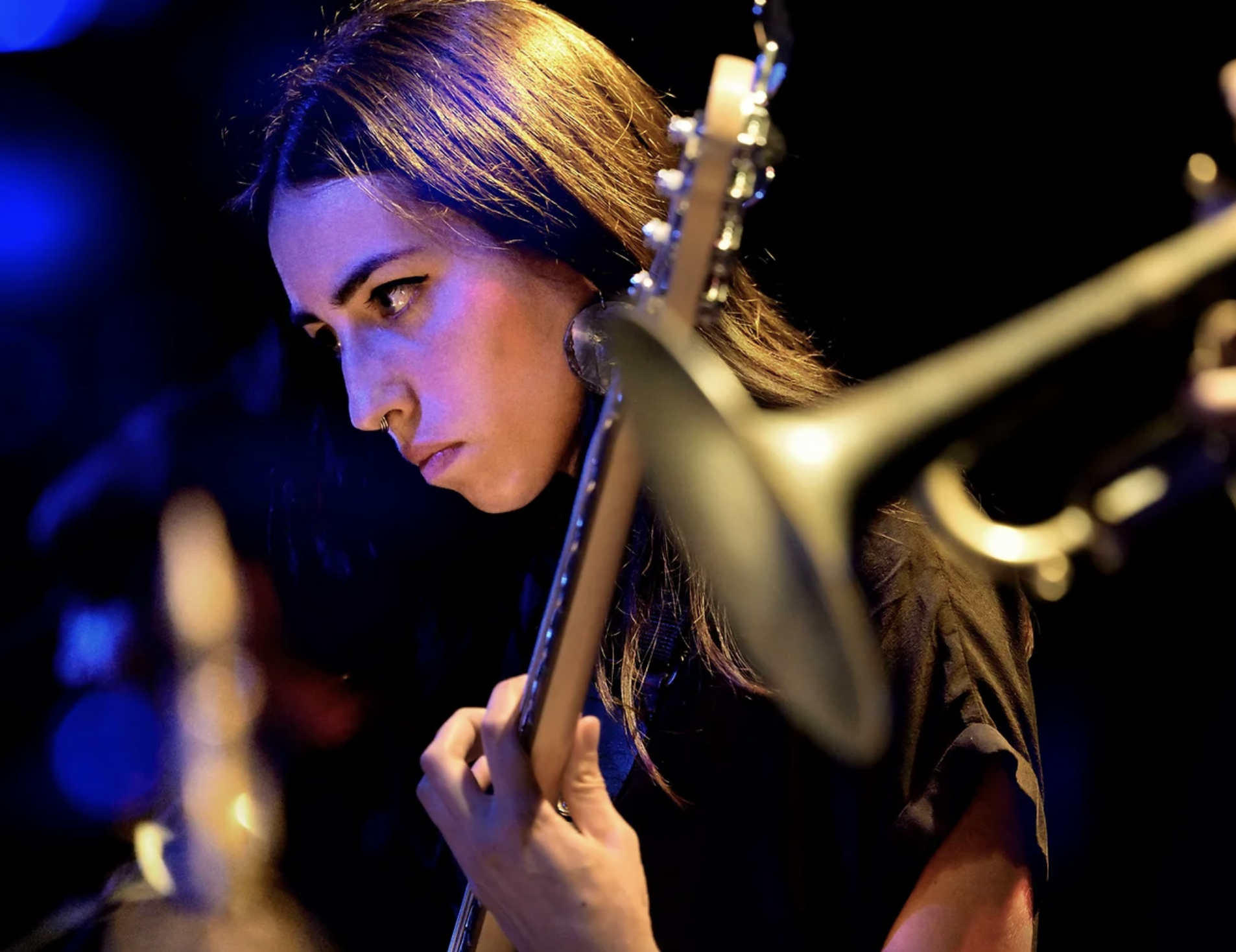
Mali Obomsawin

Mali Obomsawin (* um 1995) ist eine US-amerikanische Jazz- und Folkmusikerin (Kontrabass, Gesang, Komposition) und Songwriterin.

## Leben
Obomsawin, die der Odanak Abenaki First Nation entstammt, wuchs in Farmington (Maine) (Anmesskanti) auf. Erste musikalische Ausbildung erfuhr sie am Bass und der Mandoline im Maine Fiddle Camp. Als Absolventin der Franklin County Fiddlers studierte sie 2013/14 Jazz-Performance am Berklee College of Music, bevor sie an das Dartmouth College wechselte. 2017 hatte sie beim Acoustic Music Seminar in Savannah weiteren Unterricht bei Bryan Sutton, Mike Marshall, Aoife O’Donovan und Julian Lage. Sie hat auch privat bei John Clayton, Gregg August, Susan Hagen, Zachariah Hickman und Michael Formanek studiert. 2018 erwarb sie den Bachelor of Arts in vergleichender Literaturwissenschaft.
Seit den 2010er-Jahren arbeitet Obomsawin als professionelle Musikerin und tourte international mit ihrer Folkrock-Band Lula Wiles, mit der sie zwei Alben für Smithsonian Folkways Recordings aufnahm und auf führenden Festivals und Veranstaltungsorten entlang der Ostküste auftrat. Des Weiteren wirkte sie in verschiedenen Projekten von Jazz- und traditioneller Musik mit. Mali ist auf Folk, Jazz und traditionelle Stile spezialisiert und betätigt sich als Songwriterin. U. a. spielte sie mit Peter Apfelbaum, ihrem Mentor Taylor Ho Bynum und Bill Coles Untempered Ensemble. Sie ist Mitglied der Julia Keefe Indigenous Big Band und von Welcome to Indian Country von Indigenous Performance Productions. Als Komponistin und Arrangeurin war sie am Film We Are Warriors (2020) beteiligt; ferner hat sie mit Red Sky Performance und dem Toronto Symphony Orchestra sowie Palaver Strings zusammengearbeitet. Zu hören ist sie auf Lisa Bastonis Album How We Want to Live. 2022 erscheint ihr Debütalbum Sweet Tooth bei Of Your Head Records, co-produziert von Taylor Ho Bynum. Das musikalisch als Suite gefasste Album verbindet Wabanaki-Geschichten und -Lieder, die in Obomsawins eigener Familie tradiert wurden, mit Jazzkompositionen, „die sich mit dem zeitgenössischen indigenen Leben, Kolonisierung, Kontinuität, Liebe und Wut befassen.“
Neben ihren musikalischen Aktivitäten betätigt sich Obomsawin auch als Autorin, Pädagogin und Organisatorin bei Racial Equity und dem Justice and Sunlight Media Collective. Sie schrieb Artikel für The Boston Globe, National Performance Network und das Smithsonian Folklife Magazine. Des Weiteren ist sie in verschiedene historische Forschungsprojekte involviert und übersetzt Texte der Abenaki.
Mali Obomsawin habe in verschiedenen Kooperationen viele kreative Grundlagen abgedeckt – von Folk-Rock bis hin zu mutiertem Elektropop, würdigte Joe Muggs (Daily Bandcamp). Aber sie sei selten so kraftvoll, wenn sie die Urgewalt und den gerechten, explizit politisierten Zorn der spirituellen Jazztradition kanalisiert. „Sweet Tooth“  sei zwar ein komprimiertes Werk, „aber in diesem kleinen Raum platze das Alte, das Futuristische und das wilde Funky – und kollabiert dann; Es entsteht ein bestrafendes und belohnendes Chaos.“
Sie verantwortet die Musik beim 2024 veröffentlichten Dokumentarfilm Sugarcane.

## Diskographische Hinweise
- Mali Obomsawin, Magdalena Abrego, Allison Burik: Live Sketches (2024)